# جبل مدي
جبل مدي هو أحد جبال قرية الأهمال بمنطقة عسير في السعودية بطول يقارب 1500 متر (تقريبًا)، يقع في الجنوب الشرقي من قنا ويعتبر من أكبر وأهم الجبال بقنا لتغذيتة أهم أوديتها حوية، المعشور، ويصب هذا الجبل غربًا في مهمال، وهي إحدى مناطق رجال ألمع يتسم الجبل بتنوعه الأحيائي وبرودة الأجواء فيه لارتفاعه، تتسم قمته بالانبساط، والخضار في مواسم الأمطار، وفي أعلى هذا الجبل مساحة تقارب ال1000 متر مكعب تشبه المزرعة تسمى (زهب ربي) أي مزرعة الرب، وفيها الكثير من الأشجار الجميلة، ويعتبر من المتنزهات الشهيرة بقنا لمن أراد التنزه.